# Katatrenia
Katatrenia (ang. catathrenia albo nocturnal groaning, od gr. katá- stosowane jest jako wzmocnienie lub oznaczające 'pod, w dół' i gr. thrēnos 'lament, pieśń żałobna, opłakiwanie') – zaburzenie snu z grupy parasomnii, którego objawem jest występujące przeważnie w fazie REM snu, rzadziej w fazie NREM, powtarzające się wydawanie głośnych jęków. Katatrenia nie powoduje zagrożenia życia, jednak może być źródłem dyskomfortu, zwłaszcza dla domowników przebudzających się w nocy z powodu wydawanych przez pacjenta dźwięków. Swój początek katatrenia ma zwykle pomiędzy 15. a 25. rokiem życia i przebiega w sposób przewlekły. W badaniach otolaryngologicznych i neurologicznych osób chorych na katatrenię zwykle nie stwierdza się żadnych nieprawidłowości. Nie są znane także żadne psychiatryczne, czy też psychologiczne uwarunkowania katatrenii. Przyjmuje się, że częściową poprawę w zakresie objawów katatrenii może przynieść dbanie o higienę snu.